# Чемпіонат світу з фігурного катання 2021
Чемпіонат світу з фігурного катання 2021 року — ювілейний 110-й чемпіонат світу, проходив в шведській столиці Стокгольм з 22 по 28 березня 2021 року. Стокгольм був оголошений приймаючою стороною в червні 2018 року. Це був перший раз, коли Стокгольм приймав чемпіонати світу з 1947 року, а Швеція — з 2008 року.
Змагання проходили в категоріях чоловіче і жіноче одиночне катання, парне фігурне катання і танці на льоду. За результатами чемпіонату були визначені квоти на чемпіонат світу 2022 року і зимових Олімпійських ігор 2022 року. Перший в історії чемпіонат світу, п'єдестал пошани якого в жіночому одиночному катанні повністю зайняли спортсменки з Росії. Російські фігуристи повторили рекорд чемпіонатів світу 1998 року і 1999 року, завоювавши 6 медалей з 12 можливих.
Чемпіонат світу був єдиною подією чемпіонату ISU, що проводилася протягом сезону 2020–21, оскільки Чемпіонат Європи з фігурного катанням 2021, Чемпіонат чотирьох континентів з фігурного катанням 2021 та Юніорські чемпіонати світу були скасовані. Через пандемію COVID-19 організатори заходу провели захід у «міхурі».
Переможець конкурсу Євробачення-2015 Монс Сельмерлев та фіналістка Поліна Гагаріна записали офіційну пісню для заходу «Circles and Squares», яку вони виконали в прямому ефірі на гала-концерті.

## Місце проведення
У червні 2018 року в іспанському місті Севілья на конгресі МСК було зареєстровано чотири кандидати. Крім шведської столиці на проведення чемпіонату претендували: столиця Південної Кореї Сеул, столиця Словаччини Братислава і найбільше італійське місто Мілан. Конгрес МСК в чотирнадцятий раз надав це право Швеції, Стокгольм в одинадцятий раз брав світовий чемпіонат. Столиця Швеції входить в число трьох міст, де найчастіше проходив чемпіонат такого рівня.
Ареною для проведення чемпіонату світу була обрана Ерікссон-Глоб.

### Обмеження пов'язані з пандемією COVID-19
Через пандемії COVID-19 були скасовані багато спортивних турнірів, в тому числі чемпіонат світу 2020 року. На початку грудня були скасовані чемпіонат Європи 2021 року і фінал Гран-прі 2020—2021. Однак віце-президент МСК Олександр Лакернік заявив, що докладе «всіх зусиль» для проведення чемпіонату. 28 січня 2021 року на засіданні ІСУ підтвердили, що чемпіонат світу пройде відповідно до графіка. Організатори заявили, що фігуристи будуть жити в «міхурі» через пандемію .

### Розклад турніру
| Дата                                                | Дисципліна                       | Час   |
| --------------------------------------------------- | -------------------------------- | ----- |
| 24 березня, среда                                   | Жінки. Коротка програма          | 10:00 |
| 24 березня, среда                                   | Церемонія відкриття              | 17:30 |
| 24 березня, среда                                   | Пари. Коротка програма           | 18:30 |
| 25 березня, четвер                                  | Чоловіки. Коротка програма       | 11:00 |
| 25 березня, четвер                                  | Пари. Довільна програма          | 18:30 |
| 26 березня, п'ятниця                                | Танці на льоду. Ритм-танець      | 10:45 |
| 26 березня, п'ятниця                                | Жінки. Довільна програма         | 18:00 |
| 27 березня, субота                                  | Чоловіки. Довільна програма      | 11:00 |
| 27 березня, субота                                  | Танці на льоду. Довільний танець | 17:00 |
| 28 лютого, понеділок                                | Показові виступи                 | 14:30 |
| Часовий пояс вказано за місцевим часом (UTC + 1:00) |                                  |       |

## Склад учасників
До змагань допускаються фігуристи з країн, що входять в ISU, що народилися до 1 липня 2005 року.
За підсумками чемпіонату 2019 року кожна країна має право виставити в кожній дисципліні від 1 до 3 учасників (пар). Національні федерації (асоціації) вибирають учасників на підставі власних критеріїв, але заявлені учасники повинні досягти мінімальної технічної оцінки елементів на міжнародних змаганнях, що проводяться до чемпіонату світу.
|                                               | Чоловіки            | Жінки                 | Спортивні пари                           | Танці на льоду                               |
| --------------------------------------------- | ------------------- | --------------------- | ---------------------------------------- | -------------------------------------------- |
| Австралія                                     |                     | Кайлан Крейн          |                                          | Холлі Харріс / Джейсон Чан                   |
| Австрія                                       | Мауріціо Дзандрон   | Ольга Мікутіна        | Міріам Ціглер / Северин Кіфер            |                                              |
| Азербайджан                                   | Володимир Литвинцев | Катерина Рябова       |                                          | Катерина Кузнєцова / Олександр Колоссовський |
| Вірменія                                      |                     |                       |                                          | Тина Гарабедіан / Симон Прул-Сенекаль        |
| Білорусь                                      | Костянтин Мілюков   |                       | Богдана Лукашевич / Олександр Степанов   | Вікторія Семенюк / Ілля Юхимук               |
| Бельгія                                       |                     | Луна Гендрікс         |                                          |                                              |
| Болгарія                                      | Ларрі Луполовер     | Олександра Фейгін     |                                          | Міна Здравкова / Крістофер Девіс             |
| Велика Британія                               | Пітер Джеймс Халлем | Наташа Маккей         | Зої Джонс / Крістофер Бояджи             | Лайла Фир / Льюїс Гібсон                     |
| Угорщина                                      |                     | Юлія Ланг             | Юлія Щетініна / Марк Мадьяр              | Анна Яновська / Адам Лукач                   |
| Німеччина                                     | Пауль Фенц          | Ніколь Шотт           | Анніка Гокке / Роберт Кункель            | Катарина Мюллер / Тім Дік                    |
| Гонконг                                       |                     | І Крісті Льон         |                                          |                                              |
| Грузія                                        | Моріс Квітелашвілі  | Аліна Урушадзе        | Анастасія Метьолкіна / Данило Паркман    |                                              |
| Ізраїль                                       | Олексій Биченко     | Нелли Йоффе           | Анна Верніков / Євгеній Краснопольський  | Шіра Ічілов / Лоран Абекассіс                |
| Іспанія                                       |                     |                       |                                          | Сара Уртадо / Кирило Халявін                 |
| Італія                                        | Даніель Грассль     | Лара Накі Гутманн     | Ніколь Делла Моніка / Маттео Гуарізе     | Шарлен Гіньяр / Марко Фаббрі                 |
| Італія                                        | Маттео Ріццо        |                       | Ребекка Гіларді / Філіппо Амброзіні      | Кароліна Москені / Франческо Фьоретті        |
| Казахстан                                     | Михайло Шайдоров    |                       |                                          |                                              |
| Канада                                        | Кіган Мессінг       | Емілі Босбек          | Кірстен Мур-Тауерс / Майкл Марінаро      | Лоранс Фурньє-Бодрі / Микола Сьоренсен       |
| Канада                                        |                     | Мадлен Скізас         | Евелін Уолш / Трент Мішо                 | Пайпер Гіллес / Поль Пуарьє                  |
| Канада                                        |                     |                       | Маржорі Лажуа / Закарі Лага              |                                              |
| Кіпр                                          |                     | Емілія Зінгас         |                                          |                                              |
| КНР                                           | Цзінь Боян          | Чэнь Хуньі            | Пен Чен / Цзінь Ян                       | Ван Шіюе / Лю Сіньюй                         |
| КНР                                           | Янь Хань            |                       | Суй Веньцзін / Хань Цун                  |                                              |
| Китайський Тайбей                             |                     | Еммі Ма               |                                          |                                              |
| Південна Корея                                | Чха Джунхван        | Йе Лім Кім            |                                          |                                              |
| Південна Корея                                |                     | Хе Ін Лі              |                                          | Юра Мін / Деніел Ітон                        |
| Латвія                                        | Денис Васильєв      | Ангеліна Кучвальська  |                                          |                                              |
| Литва                                         |                     | Ельжбета Кропа        |                                          | Еллісон Рід / Саулюс Амбрулевичюс            |
| Мексика                                       | Донован Каррільо    |                       |                                          |                                              |
| Нідерланди                                    |                     | Ліндсай ван Зюндерт   | Дар'я Данилова / Міхел Циба              | Челсі Верхаг / Шерім ван Геффен              |
| Польща                                        |                     | Катерина Куракова     |                                          | Наталья Калишек / Максим Сподирев            |
| Федерація фігурного катання на ковзанах Росії | Михайло Коляда      | Анна Щербакова        | Олександра Бойкова / Дмитро Козловський  | Вікторія Сініціна / Микита Кацалапов         |
| Федерація фігурного катання на ковзанах Росії | Євген Семененко     | Олександра Трусова    | Анастасія Мішина / Олександр Галлямов    | Олександра Степанова / Іван Букін            |
| Федерація фігурного катання на ковзанах Росії |                     | Єлизавета Туктамишева | Євгенія Тарасова / Володимир Морозов     | Тіффані Загорски / Джонатан Гурейро          |
| Словенія                                      |                     | Даша Грм              |                                          |                                              |
| США                                           | Джейсон Браун       | Карен Чен             | Ешлі Кейн-Гріббл / Тімоті Ледюк          | Медісон Чок / Еван Бейтс                     |
| США                                           | Нейтан Чен          | Брейді Теннелл        | Алекса Кнірім / Брендон Фрейзер          | Кейтлін Хавайек / Жан-Люк Бейкер             |
| США                                           | Вінсент Чжоу        |                       |                                          | Медісон Хаббелл / Закарі Донохью             |
| Туреччина                                     | Башар Октар         |                       |                                          | Юлія Жата / Берк Акалін                      |
| Україна                                       | Іван Шмуратко       | Анастасія Архипова    |                                          | Олександра Назарова / Максим Нікітін         |
| Фінляндія                                     | Валттер Віртанен    | Енні Саарінен         |                                          | Юлія Турккіла / Маттіас Верслуйс             |
| Франція                                       | Кевін Еймоз         | Мае-Береніс Мейте     | Клео Амон / Денис Стрекалін              | Аделіна Галявієва / Луї Торон                |
| Франція                                       |                     |                       | Колін Керівен / Ноель-Антуан Пьєр        | Євгенія Лопарьова / Жоффре Бріссо            |
| Хорватія                                      |                     |                       | Лана Петранович / Антоніо Соуза-Кордейру |                                              |
| Чехія                                         | Міхал Бржезіна      | Елішка Бржезінова     | Єлизавета Жук / Мартін Бідарж            | Наталія Ташлерова / Філіпп Ташлер            |
| Швейцарія                                     | Лукас Брічгі        | Алексія Паганіні      |                                          |                                              |
| Швеція                                        | Микола Майоров      | Юсефін Тайегорд       |                                          |                                              |
| Естонія                                       | Олександр Селевко   | Єва-Лотта Кійбус      |                                          |                                              |
| Японія                                        | Юдзуру Ханю         | Ріка Кіхіра           | Ріку Міура / Рюїті Кіхара                | Місато Комацубара / Тім Колето               |
| Японія                                        | Юма Кагіяма         | Сатоко Міяхара        |                                          |                                              |
| Японія                                        | Сьома Уно           | Каорі Сакамото        |                                          |                                              |

1. ↑  Через  заборони CAS збірна Росії з фігурного катання виступить під емблемою Федерації фігурного катання на ковзанах Росії (ФФККР) в складі команди FSR (абревіатура англійською мовою). Також замість гімну Росії буде звучати  Концерт № 1 для фортепіано з оркестром  П.І.Чайковського.[17][18]

### Знялися учасники
| Дата               | Вид               | Знялися                            | Замінити                     | Причина                  |
| ------------------ | ----------------- | ---------------------------------- | ---------------------------- | ------------------------ |
| 15 лютого 2021 р.  | Спортивні пари    | Мінерва Фаб'єн Хазе / Нолан Зегерт |                              | Травма ноги у партнерки  |
| 1 березня 2021 р.  | Спортивні пари    | Джессіка Калаланг / Брайан Джонсон | Ешлі Кейн / Тімоті Ледюк     | Особисті причини         |
| 2 березня 2021 р.  | чоловіки          | Брендан Керрі                      |                              | Травма                   |
| 2 березня 2021 р.  | танцювальний дует | Марія Казакова / Георгій Ревія     |                              | Травма коліна у партнера |
| 2 березня 2021 р.  | танцювальний дует | Максін Уезербі / Темірлан Ержанов  |                              |                          |
| 8 березня 2021 р.  | танцювальний дует | Олівія Смарт / Адрія Діас Брончуд  | Сара Уртадо / Кирило Халявин | За рішенням федерації    |
| 10 березня 2021 р. | танцювальний дует | Мін Юра / Деніел Ітон              |                              | Відновлення після травми |
| 16 березня 2021 р. | жінки             | Анастасія Галустян                 |                              | Стресовий перелом        |
| 20 березня 2021 р. | Спортивні пари    | Софія Голіченко / Артем Даренський |                              | COVID-19                 |
| 21 березня 2021 р. | жінки             | Аліссон Крістл Пертікето           |                              | Травма                   |
| 22 березня 2021 р. | чоловіки          | Славік Айрапетян                   |                              | COVID-19                 |
| 22 березня 2021 р. | жінки             | Вікторія Сафонова                  |                              | COVID-19                 |
| 22 березня 2021 р. | Спортивні пари    | Ван Юйчен / Хуан Іхан              |                              | Причина не вказана       |

## Трансляція
Телеглядачі зможуть дивитися чемпіонат світу з фігурного катання через свою національну телекомпанію, а також для країн, де немає мовників ISU запропонує пряму трансляцію на каналі Skating ISU на YouTube.
| Список телетрансляцій | Список телетрансляцій              |
| Азія | Азія                               |
| --- | ---------------------------------- |
| Китай | CCTV, Tencent                      |
| Тайвань | Elta Taiwan                        |
| Японія | Fuji TV, JSports                   |
| Корея | SBS                                |
| Сінгапур | Singtel CAST, Singtel TV Go        |
| Філіппіни | TapSport                           |
| Європа |                                    |
| Боснія і Герцеговина Хорватія Косово Чорногорія                                                                          | Arenasport                         |
| Велика Британія | BBC                                |
| Росія Вірменія Азербайджан Грузія Казахстан Киргизстан Молдова Таджикистан Туркменістан Узбекистан                       | Перший канал                       |
| Чехія | Czech TV                           |
| Естонія | ERR                                |
| Греція | ERT                                |
| Албанія Бельгія Кіпр Естонія Греція Франція Андорра Монако Ірландія Люксембург Мальта Молдова Португалія Велика Британія | Eurosport                          |
| Франція | France TV (тільки основні моменти) |
| Литва | LRT                                |
| Північна Македонія | MRKTV                              |
| Угорщина | MTVA                               |
| Данія Фінляндія Норвегія Швеція                                                                                          | NENT                               |
| Нідерланди | NOS                                |
| Німеччина | One, Spotschau.de                  |
| Австрія | ORF                                |
| Польща | Polsat                             |
| Україна | Poverkhnost                        |
| Італія | RAI                                |
| Сербія | RTS                                |
| Іспанія | RTVE                               |
| Словаччина | RTVS                               |
| Швейцарія | SRG                                |
| Туреччина | TRT                                |
| Румунія | TV Romania                         |
| Північна Америка |                                    |
| США | NBC, NBCSN, Peacock Premium        |
| Канада | CBC                                |
| Океанія |                                    |
| Австралія | SBS                                |
| Нова Зеландія | Sky                                |

## Кваліфікація на чемпіонат

### Представництво країн
Беручи до уваги, що попередній чемпіонат не відбувся через об'єктивні причини, МСК ухвалило рішення взяти за кваліфікацію чемпіонат 2019 року. За підсумками цього чемпіонату, що відбувся в Японії, національні федерації могли виставити більше одного учасника (більше однієї пари):
| Місць | Чоловіки               | Жінки                  | Пари                                        | Танці            |
| ----- | ---------------------- | ---------------------- | ------------------------------------------- | ---------------- |
| 3     | Японія США             | Японія Казахстан Росія | Росія КНР                                   | США Канада Росія |
| 2     | КНР Італія Чехія Росія | США Південна Корея     | Німеччина Італія Франція Канада США Австрія | Франція Італія   |

### Мінімальна оцінка за елементи
Національні федерації (асоціації) вибирають учасників на підставі власних критеріїв, але заявлені учасники повинні були досягти мінімальної оцінки за елементи (TES) на міжнародних змаганнях, що проводилися до чемпіонату світу.
| Мінімальний технічний результат (TES) | Мінімальний технічний результат (TES) | Мінімальний технічний результат (TES) |
| вид                                   | коротка програма                      | довільна програма                     |
| Чоловіки                              | 34                                    | 64                                    |
| Жінки                                 | 30                                    | 51                                    |
| Пари                                  | 27                                    | 44                                    |
| Танці на льоду                        | 33                                    | 47                                    |
| ------------------------------------- | ------------------------------------- | ------------------------------------- |

## Медальний залік
|          | золото                                | срібло                           | бронза                                  |
| -------- | ------------------------------------- | -------------------------------- | --------------------------------------- |
| Чоловіки | Нейтан Чен                            | Юма Кагіяма                      | Юдзуру Ханю                             |
| Жінки    | Анна Щербакова                        | Єлизавета Туктамишева            | Олександра Трусова                      |
| Пари     | Анастасія Мішина / Олександр Галлямов | Сунь Веньцзін / Хань Цун         | Олександра Бойкова / Дмитро Козловський |
| Танці    | Вікторія Сініцина / Микита Кацалапов  | Медісон Хаббелл / Закарі Донохью | Пайпер Гілес / Поль Пуаре               |

| Місце | Команда | 1 | 2 | 3 | Разом |
| ----- | ------- | - | - | - | ----- |
| 1     | ФФККР   | 3 | 1 | 2 | 6     |
| 2     | США     | 1 | 1 | 0 | 2     |
| 3     | Японія  | 0 | 1 | 1 | 2     |
| 4     | КНР     | 0 | 1 | 0 | 1     |
| 5     | Канада  | 0 | 0 | 1 | 1     |

## Результати

### Чоловіки
Натан Чен із США став другим американцем і п'ятим фігуристом з 1980 року, який виграв три поспіль титули чемпіона світу, слідом за Скоттом Гамільтоном, Куртом Браунінгом, Олексієм Ягудіним та Патріком Чаном.
| Місце                              | Фігурист            | Країна          | Сума балів | SP    | SP     | FS    | FS     |
| Місце                              | Фігурист            | Країна          | Сума балів | Місце | Бали   | Місце | Бали   |
| ---------------------------------- | ------------------- | --------------- | ---------- | ----- | ------ | ----- | ------ |
| 1                                  | Нейтан Чен          | США             | 320,88     | 3     | 98,85  | 1     | 222,03 |
| 2                                  | Юма Кагіяма         | Японія          | 291,77     | 2     | 100,96 | 2     | 190,81 |
| 3                                  | Юдзуру Ханю         | Японія          | 289,18     | 1     | 106,98 | 4     | 182.20 |
| 4                                  | Сьома Уно           | Японія          | 277,44     | 6     | 92,62  | 3     | 184,82 |
| 5                                  | Михайло Коляда      | ФФККР           | 272,04     | 4     | 93,52  | 5     | 178,52 |
| 6                                  | Кіган Мессінг       | Канада          | 270,26     | 5     | 93,51  | 6     | 176,75 |
| 7                                  | Джейсон Браун       | США             | 262,17     | 7     | 91,25  | 8     | 170,92 |
| 8                                  | Євгеній Семененко   | ФФККР           | 258,45     | 10    | 86,86  | 7     | 171,59 |
| 9                                  | Кевін Еймоз         | Франція         | 254,52     | 9     | 88,24  | 9     | 166,28 |
| 10                                 | Чха Джунхван        | Південна Корея  | 245,99     | 8     | 91,15  | 13    | 154,84 |
| 11                                 | Маттео Ріццо        | Італія          | 245,37     | 11    | 83,30  | 11    | 162,07 |
| 12                                 | Даніель Грассль     | Італія          | 242.81     | 15    | 79,43  | 10    | 163,38 |
| 13                                 | Янь Хань            | КНР             | 235,31     | 12    | 81,52  | 14    | 153,79 |
| 14                                 | Моріс Квітелашвілі  | Грузія          | 231,81     | 21    | 74,66  | 12    | 157,15 |
| 15                                 | Лукас Брічгі        | Швейцарія       | 225,55     | 17    | 78,27  | 16    | 147,28 |
| 16                                 | Олександр Селевко   | Естонія         | 222,06     | 24    | 70,74  | 15    | 151,32 |
| 17                                 | Костянтин Мілюков   | Білорусь        | 221,33     | 16    | 78,86  | 17    | 142,47 |
| 18                                 | Денис Васильєв      | Латвія          | 213,05     | 14    | 81,22  | 18    | 131,83 |
| 19                                 | Міхал Бржезіна      | Чехія           | 210,73     | 13    | 81,43  | 21    | 129,30 |
| 20                                 | Донован Каррільо    | Мексика         | 204,78     | 23    | 73,91  | 19    | 130,87 |
| 21                                 | Іван Шмуратко       | Україна         | 204,17     | 22    | 73,98  | 20    | 130,19 |
| 22                                 | Цзінь Боян          | КНР             | 199,15     | 19    | 77,95  | 22    | 121,20 |
| 23                                 | Микола Майоров      | Швеція          | 192,79     | 20    | 75,59  | 23    | 117,20 |
| 24                                 | Олексій Биченко     | Ізраїль         | 190,45     | 18    | 78,05  | 24    | 112,40 |
| Не відібрались в довільну програму |                     |                 |            |       |        |       |        |
| 25                                 | Вінсент Чжоу        | США             | 70,51      | 25    | 70,51  | Н/Д   | Н/Д    |
| 26                                 | Пауль Фенц          | Німеччина       | 68,43      | 26    | 68,43  | Н/Д   | Н/Д    |
| 27                                 | Володимир Литвинцев | Азербайджан     | 68,43      | 27    | 68,43  | Н/Д   | Н/Д    |
| 28                                 | Башар Октар         | Туреччина       | 67,14      | 28    | 67,14  | Н/Д   | Н/Д    |
| 29                                 | Мауріціо Дзандрон   | Австрія         | 63,88      | 29    | 63,88  | Н/Д   | Н/Д    |
| 30                                 | Пітер Джеймс Халлем | Велика Британія | 61,56      | 30    | 61,56  | Н/Д   | Н/Д    |
| 31                                 | Валттер Віртанен    | Фінляндія       | 60,27      | 31    | 60,27  | Н/Д   | Н/Д    |
| 32                                 | Михайло Шайдоров    | Казахстан       | 59,14      | 32    | 59,14  | Н/Д   | Н/Д    |
| 33                                 | Ларрі Луполовер     | Болгарія        | 58,93      | 33    | 58,93  | Н/Д   | Н/Д    |

### Жінки
Перший в історії чемпіонат світу, п'єдестал пошани якого в жіночому одиночному катанні повністю зайняли спортсменки з Росії. Раніше в цьому виді програми єдиний раз представниці однієї країни займали перші три місця в 1991 році, коли це вдалося американкам.
| Місце                              | Фігуристка            | Країна            | Сума балів | SP    | SP    | FS    | FS     |
| Місце                              | Фігуристка            | Країна            | Сума балів | Місце | Бали  | Місце | Бали   |
| ---------------------------------- | --------------------- | ----------------- | ---------- | ----- | ----- | ----- | ------ |
| 1                                  | Анна Щербакова        | ФФККР             | 233,17     | 1     | 81,00 | 2     | 152,17 |
| 2                                  | Єлизавета Туктамишева | ФФККР             | 220,46     | 3     | 78,86 | 3     | 141,60 |
| 3                                  | Олександра Трусова    | ФФККР             | 217,20     | 12    | 64,82 | 1     | 152,38 |
| 4                                  | Карен Чен             | США               | 208,63     | 4     | 74,40 | 6     | 134,23 |
| 5                                  | Луна Гендрікс         | Бельгія           | 208,44     | 10    | 67,28 | 4     | 141,16 |
| 6                                  | Каорі Сакамото        | Японія            | 207,80     | 6     | 70,38 | 5     | 137,42 |
| 7                                  | Ріка Кіхіра           | Японія            | 205,70     | 2     | 79,08 | 9     | 126,62 |
| 8                                  | Ольга Мікутіна        | Австрія           | 198,77     | 11    | 67,18 | 7     | 131,59 |
| 9                                  | Бреді Теннелл         | США               | 197,81     | 7     | 69,87 | 8     | 127,94 |
| 10                                 | Хе Ін Лі              | Південна Корея    | 193,44     | 8     | 68,94 | 11    | 124,50 |
| 11                                 | Йе Лім Кім            | Південна Корея    | 191,78     | 5     | 73,63 | 13    | 118,15 |
| 12                                 | Катерина Рябова       | Азербайджан       | 189,46     | 13    | 64,11 | 10    | 125,35 |
| 13                                 | Мадлен Скізас         | Канада            | 185,78     | 9     | 68,77 | 14    | 117,01 |
| 14                                 | Єва-Лотта Кійбус      | Естонія           | 181,47     | 19    | 59,65 | 12    | 121,82 |
| 15                                 | Юсефін Тайегорд       | Швеція            | 178,10     | 15    | 61,58 | 16    | 116,52 |
| 16                                 | Ліндсай ван Зюндерт   | Нідерланди        | 174,50     | 24    | 57,72 | 15    | 116,78 |
| 17                                 | Олександра Фейгін     | Болгарія          | 173,52     | 17    | 59,97 | 18    | 113,55 |
| 18                                 | Ніколь Шотт           | Німеччина         | 172,80     | 20    | 59,09 | 17    | 113,71 |
| 19                                 | Сатоко Міяхара        | Японія            | 172,30     | 16    | 59,99 | 19    | 112,31 |
| 20                                 | Аліна Урушадзе        | Грузія            | 169,01     | 18    | 59,89 | 20    | 109,12 |
| 21                                 | Чень Хуньї            | КНР               | 162,79     | 22    | 58,81 | 21    | 103,98 |
| 22                                 | Елішка Бржезінова     | Чехія             | 155,14     | 21    | 58,81 | 22    | 96,33  |
| 23                                 | Наташа Маккей         | Велика Британія   | 153,46     | 23    | 58,15 | 23    | 95,31  |
| 24                                 | Енні Саарінен         | Фінляндія         | 146,54     | 14    | 63,54 | 24    | 83,00  |
| Не відібрались в довільну програму |                       |                   |            |       |       |       |        |
| 25                                 | Алексія Паганіні      | Швейцарія         | 57,23      | 25    | 57,23 | Н/Д   | Н/Д    |
| 26                                 | Кайлані Крейн         | Австралія         | 56,86      | 26    | 56,86 | Н/Д   | Н/Д    |
| 27                                 | Емілі Босбек          | Канада            | 55,74      | 27    | 55,74 | Н/Д   | Н/Д    |
| 28                                 | Лара Накі Гутманн     | Італія            | 55,64      | 28    | 55,64 | Н/Д   | Н/Д    |
| 29                                 | Еммі Ма               | Китайський Тайбей | 55,63      | 29    | 55,63 | Н/Д   | Н/Д    |
| 30                                 | Юлія Ланг             | Угорщина          | 54,20      | 30    | 54,20 | Н/Д   | Н/Д    |
| 31                                 | Неллі Йоффе           | Ізраїль           | 52,43      | 31    | 52,43 | Н/Д   | Н/Д    |
| 32                                 | Катерина Куракова     | Польща            | 52,28      | 32    | 52,28 | Н/Д   | Н/Д    |
| 33                                 | Ангеліна Кучвальська  | Латвія            | 47,94      | 33    | 47,94 | Н/Д   | Н/Д    |
| 34                                 | Даша Грм              | Словенія          | 47,76      | 34    | 47,76 | Н/Д   | Н/Д    |
| 35                                 | Анастасія Архипова    | Україна           | 45,07      | 35    | 45,07 | Н/Д   | Н/Д    |
| 36                                 | Емілія Зінгас         | Кіпр              | 43,20      | 36    | 43,20 | Н/Д   | Н/Д    |
| 37                                 | Ельжбета Кропа        | Литва             | 41,31      | 37    | 41,31 | Н/Д   | Н/Д    |
| WD                                 | Мае-Береніс Мейте     | Франція           | Н/Д        | Н/Д   | Н/Д   | Н/Д   | Н/Д    |
| WD                                 | І Крісті Льон         | Гонконг           | Н/Д        | Н/Д   | Н/Д   | Н/Д   | Н/Д    |

- І Крісті Льон з Гонконгу відмовилася перед короткою програмою через травму.[37]
- Мае-Береніс Мейте з Франції зазнала розриву ахіллового сухожилля в результаті падіння у своїй короткій програмі, а згодом відмовилася.[38]

### Спортивні пари
Анастасія Мішина / Олександр Галлямов з ФФККР стала першою командою пар, яка виграла золото у своєму дебюті Worlds з часу, коли Катерина Гордєєва / Сергій Грінков з Радянського Союзу зробили це в 1986 р.
| Місце                              | Пара                                     | Країна          | Сума балів | SP    | SP    | FS    | FS     |
| Місце                              | Пара                                     | Країна          | Сума балів | Місце | Бали  | Місце | Бали   |
| ---------------------------------- | ---------------------------------------- | --------------- | ---------- | ----- | ----- | ----- | ------ |
| 1                                  | Анастасія Мішина / Олександр Галлямов    | ФФККР           | 227,59     | 3     | 75,79 | 1     | 151,80 |
| 2                                  | Суй Веньцзін / Хань Цун                  | КНР             | 225,71     | 2     | 77,62 | 2     | 148,09 |
| 3                                  | Олександра Бойкова / Дмитро Козловський  | ФФККР           | 217,63     | 1     | 80,16 | 4     | 137,47 |
| 4                                  | Євгенія Тарасова / Володимир Морозов     | ФФККР           | 212,76     | 4     | 71,46 | 3     | 141,30 |
| 5                                  | Пен Чен / Цзінь Ян                       | КНР             | 201,18     | 5     | 71,32 | 6     | 129,86 |
| 6                                  | Кірстен Мур-Тауерс / Майкл Марінаро      | Канада          | 195,29     | 10    | 63,45 | 5     | 131,84 |
| 7                                  | Алекса Кнірім / Брендон Фрейзер          | США             | 192,10     | 7     | 64,67 | 7     | 127,43 |
| 8                                  | Ніколь Делла Моніка / Маттео Гуарізе     | Італія          | 186,50     | 11    | 59,95 | 8     | 126,55 |
| 9                                  | Ешлиі Кейн-Гріббл / Тімоті Ледюк         | США             | 185,31     | 6     | 64,94 | 9     | 120,37 |
| 10                                 | Ріку Міура / Рюїті Кіхара                | Японія          | 184,41     | 8     | 64,37 | 10    | 120,04 |
| 11                                 | Міріам Циглер / Северин Кіфер            | Австрія         | 182,30     | 9     | 64,01 | 11    | 118,29 |
| 12                                 | Евелін Уолш / Трент Мішо                 | Канада          | 176,24     | 12    | 59,41 | 12    | 116,83 |
| 13                                 | Анніка Гокке / Роберт Кункель            | Німеччина       | 162,81     | 13    | 57,48 | 14    | 105,33 |
| 14                                 | Юлія Щетініна / Марк Мадьяр              | Угорщина        | 157,87     | 18    | 51,21 | 13    | 106,66 |
| 15                                 | Єлизавета Жук / Мартін Бідарж            | Чехія           | 157,29     | 16    | 54,30 | 15    | 102,99 |
| 16                                 | Анастасія Метьолкіна / Данило Паркман    | Грузія          | 156,73     | 14    | 56,13 | 16    | 100,60 |
| 17                                 | Ребекка Гіларді / Філіппо Амброзіні      | Італія          | 154,04     | 15    | 54,70 | 18    | 99,34  |
| 18                                 | Богдана Лукашевич / Олександр Степанов   | Білорусь        | 145,55     | 20    | 46,20 | 17    | 99,35  |
| 19                                 | Анна Верніков / Євгеній Краснопольський  | Ізраїль         | 145,03     | 17    | 53,67 | 20    | 91,36  |
| 20                                 | Клео Амон / Денис Стрекалін              | Франція         | 144,84     | 19    | 50,99 | 19    | 93,85  |
| Не відібрались в довільну програму |                                          |                 |            |       |       |       |        |
| 21                                 | Лана Петранович / Антоніо Соуза-Кордейру | Хорватія        | 44,75      | 21    | 44,75 | Н/Д   | Н/Д    |
| 22                                 | Дар'я Данилова / Міхел Циба              | Нідерланди      | 43,12      | 22    | 43,12 | Н/Д   | Н/Д    |
| 23                                 | Колін Керівен / Ноель-Антуан Пьєр        | Франція         | 42,12      | 23    | 42,12 | Н/Д   | Н/Д    |
| 24                                 | Зої Джонс / Крістофер Бояджі             | Велика Британія | 38.79      | 24    | 38.79 | Н/Д   | Н/Д    |

### Танці на льоду
| Місце                              | Пара                                         | Країна          | Сума балів | SP    | SP    | FS    | FS     |
| Місце                              | Пара                                         | Країна          | Сума балів | Місце | Бали  | Місце | Бали   |
| ---------------------------------- | -------------------------------------------- | --------------- | ---------- | ----- | ----- | ----- | ------ |
| 1                                  | Вікторія Сініцина / Микита Кацалапов         | ФФККР           | 221.17     | 1     | 88,15 | 1     | 133.02 |
| 2                                  | Медісон Хаббелл / Закарі Донохью             | США             | 214.71     | 2     | 86,05 | 3     | 128.66 |
| 3                                  | Пайпер Гіллес / Поль Пуарьє                  | Канада          | 214.35     | 4     | 83,37 | 2     | 130.98 |
| 4                                  | Медісон Чок / Еван Бейтс                     | США             | 212.69     | 3     | 85,15 | 4     | 127.54 |
| 5                                  | Олександра Степанова / Іван Букін            | ФФККР           | 208.77     | 5     | 83,02 | 5     | 125.75 |
| 6                                  | Шарлен Гіньяр / Марко Фаббрі                 | Італія          | 205.20     | 6     | 81,04 | 6     | 124.16 |
| 7                                  | Лайла Фір / Льюїс Гібсон                     | Велика Британія | 196.92     | 8     | 77,42 | 7     | 119.50 |
| 8                                  | Лоранс Фурньє-Бодри / Микола Сьоренсен       | Канада          | 196.88     | 7     | 77,87 | 8     | 119.01 |
| 9                                  | Кейтлін Хавайек / Жан-Люк Бейкер             | США             | 188.51     | 11    | 75,08 | 9     | 113.43 |
| 10                                 | Тіффані Загорскі / Джонатан Гурейро          | ФФККР           | 188.45     | 10    | 75,58 | 10    | 112.87 |
| 11                                 | Сара Уртадо / Кирило Халявін                 | Іспанія         | 186.13     | 12    | 74,26 | 11    | 111.87 |
| 12                                 | Наталья Калишек / Максим Сподирьов           | Польща          | 183.33     | 9     | 76,12 | 14    | 107.21 |
| 13                                 | Ван Шиюе / Лю Сіньюй                         | КНР             | 182.90     | 13    | 73,97 | 12    | 108.93 |
| 14                                 | Маржорі Лажуа / Закарі Лага                  | Канада          | 180.71     | 14    | 72,00 | 13    | 108.71 |
| 15                                 | Еллісон Рид / Саулюс Амбрулевичюс            | Литва           | 178.18     | 15    | 71,29 | 15    | 106.89 |
| 16                                 | Аделіна Галявієва / Луї Торон                | Франція         | 173.55     | 16    | 69,99 | 16    | 103.56 |
| 17                                 | Євгенія Лопарьова / Жоффре Бріссо            | Франція         | 169.70     | 19    | 66,80 | 17    | 102.90 |
| 18                                 | Катарина Мюллер / Тім Дік                    | Німеччина       | 168.33     | 17    | 68,37 | 19    | 99.96  |
| 19                                 | Місато Комацубара / Тім Колето               | Японія          | 167.81     | 18    | 68,02 | 20    | 99.79  |
| 20                                 | Олександра Назарова / Максим Нікітін         | Україна         | 167.34     | 20    | 66,54 | 18    | 100.80 |
| Не відібрались на довільний танець |                                              |                 |            |       |       |       |        |
| 21                                 | Юлія Турккіла / Маттіас Верслуйс             | Фінляндія       | 64,59      | 21    | 64,59 | Н/Д   | Н/Д    |
| 22                                 | Наталія Ташлерова / Філіпп Ташлер            | Чехія           | 64,00      | 22    | 64,00 | Н/Д   | Н/Д    |
| 23                                 | Анна Яновська / Адам Лукач                   | Угорщина        | 62,78      | 23    | 62,78 | Н/Д   | Н/Д    |
| 24                                 | Холлі Харріс / Джейсон Чан                   | Австралія       | 60,73      | 24    | 60,73 | Н/Д   | Н/Д    |
| 25                                 | Кароліна Москен / Франческо Фьоретті         | Італія          | 60,60      | 25    | 60,60 | Н/Д   | Н/Д    |
| 26                                 | Шіра Ічілов / Лоран Абекассіс                | Ізраїль         | 55,57      | 26    | 55,57 | Н/Д   | Н/Д    |
| 27                                 | Юлія Жата / Берк Акалин                      | Туреччина       | 52,21      | 27    | 52,21 | Н/Д   | Н/Д    |
| 28                                 | Вікторія Семенюк / Ілля Юхимук               | Білорусь        | 51,15      | 28    | 51,15 | Н/Д   | Н/Д    |
| 29                                 | Челсі Верхаг / Шерім ван Геффен              | Нідерланди      | 50,79      | 29    | 50,79 | Н/Д   | Н/Д    |
| 30                                 | Катерина Кузнєцова / Олександр Колоссовський | Азербайджан     | 46,19      | 30    | 46,19 | Н/Д   | Н/Д    |
| 31                                 | Міна Здравкова / Крістофер Девіс             | Болгарія        | 45,28      | 31    | 45,28 | Н/Д   | Н/Д    |
| WD                                 | Тіна Гарабедян / Сімон Прул-Сенекаль         | Вірменія        | Н/Д        | Н/Д   | Н/Д   | Н/Д   | Н/Д    |

- Тіна Гарабедян / Саймон Прул-Сенекал з Вірменії відмовилася від ритм-танцю з незрозумілої медичної причини, що згодом виявилось позитивним тестом на COVID Прул-Сенекаля[42].

## Олімпійський кваліфікаційний захід
Результати чемпіонату світу 2021 року визначили 82 місця для зимових Олімпійських ігор 2022 року: 23 заявки в одиночному розряді серед чоловіків, 24 в одиночному розряді серед жінок, 16 у парах та 19 у танцях на льоду. Доступні місця присуджувались, спускаючись вниз за списком результатів, причому кілька спотів отримувались першими. Одне виділене місце в одиночному розряді чоловіків було невикористано через недостатню кількість країн-членів, які відповідають критеріям, і місце було перерозподілено на кваліфікаційний захід, 2021 CS Nebelhorn Trophy.
На чемпіонаті світу країни змогли відіграти до трьох заявок у кожній дисципліні відповідно до існуючої системи, щоб заробити кілька місць на чемпіонаті світу 2022 року. Однак для Олімпійських ігор, якщо країна заробила два-три місця, але не мала двох-трьох фігуристів, відповідно, які потрапили у вільний сегмент, країна повинна претендувати на друге або третє місце на Nebelhorn Trophy. Кожна дисципліна кваліфікується самостійно.
Наступні країни-члени ISU отримали олімпійські квоти для свого Національного олімпійського комітету на чемпіонатах світу:
| Місць                                                                                             | Чоловіки | Жінки | Пари                                     | Танці на льоду                                                                      |
| ------------------------------------------------------------------------------------------------- | --- | --- | ---------------------------------------- | ----------------------------------------------------------------------------------- |
| 3                                                                                                 | Японія | ROC Японія | ROC                                      | ROC США Канада                                                                      |
| 2                                                                                                 | США* ROC* | США* Південна Корея | КНР* Канада США Італія                   | Н/Д                                                                                 |
| 1                                                                                                 | Канада* Франція* Південна Корея* КНР Грузія Швейцарія Естонія Білорусь Латвія Чехія Мексика Україна Швеція Ізраїль | Бельгія* Австрія* Азербайджан Канада Естонія Швеція Нідерланди Болгарія Німеччина Грузія КНР Чехія Велика Британія Фінляндія | Японія* Австрія Німеччина Угорщина Чехія | Італія* Велика Британія * Іспанія Польща КНР Литва Франція Німеччина Японія Україна |
| Країни, позначені зірочкою (*), мають можливість отримати друге / третє місце у Nebelhorn Trophy. | | |                                          |                                                                                     |

## Нотатки
1. 1 2 3 4  Росія, якій не дозволили використовувати своє ім'я чи прапор на чемпіонаті світу через допінгові санкції проти країни, буде змагатися як «ROC» під прапором Олімпійського комітету Росії на Зимових Олімпійських іграх 2022 року з тієї ж причини[44]